# L'Étendard (film)
Pour les articles homonymes, voir L'Étendard et Le Drapeau.
Pour plus de détails, voir Fiche technique et Distribution.
L'Étendard (ou Tiphaine ou L'âme des Flandres ou encore Le Drapeau) est un film muet français réalisé par Léonce Perret, sorti en 1911.

## Fiche technique
- Titre : L'Étendard
- Titres alternatifs : Tiphaine ou L'âme des Flandres / Le Drapeau
- Réalisation : Léonce Perret
- Scénario : Léonce Perret
- Photographie : Georges Specht
- Société de production : Société des Établissements L. Gaumont
- Pays d'origine :  France
- Format : Noir et blanc — 35 mm — 1,33:1 — Muet
- Genre :
- Métrage : 252 mètres
- Durée : 8 minutes
- Dates de sortie :
  -  France : 29 avril 1911

## Distribution
- Émile Keppens : le duc de Brabant
- Renée Carl : la duchesse de Brabant
- Joachim Renez : le prince de Coutrey
- Fabienne Fabrèges :
- Léonce Perret :
- Yvette Andréyor :